# قطعنامه ۱۰۶۷ شورای امنیت
قطعنامه ۱۰۶۷ شورای امنیت سازمان ملل متحد که در تاریخ ۲۶ جولای ۱۹۹۶ تصویب شد، سندی بین‌المللی دربارهٔ شلیک به دو هواپیمای غیرنظامی است. این قطعنامه طی نشست ۳۶۸۳ام با ۱۳ رای موافق، ۰ مخالف و ۲ ممتنع تصویب شد.